# Teoria miejsca centralnego (archeologia)
Teoria miejsca centralnego (archeologia) – teoria analizy przestrzennej stosowanej w archeologii, według której osiedla ludzkie rozłożone są w terenie w równych odległościach, w zależności od dostępności zasobów i przebiegu szlaków komunikacyjnych. Osiedla następnie podlegają różnicowaniu, w wyniku czego powstaje hierarchia ośrodków władzy, zwanych miejscami centralnymi. U podstaw tej i podobnych technik zaczerpniętych z geografii gospodarczej leży przekonanie, że głównymi czynnikami wpływającymi na organizację przestrzenną działalności ludzkiej są m.in. efektywność i minimalizacja kosztów. Na przykład osiedle założone zostanie w miejscu, które pozwoli na eksploatację maksymalnej ilości zasobów przy najmniejszym wysiłku. Do tych zasobów zaliczamy nie tylko poszczególne aspekty środowiska naturalnego, ale również np. możliwość komunikowania się z sąsiednimi grupami ludzi. W miarę jak będzie przybywać ludzi, nowe osiedla będą zakładane w miarę równych odległościach od siebie, a miejsca centralne – osady dostarczające bardziej różnorodnych dóbr i usług – będą lokalizowane w równych odstępach. Najbardziej efektywnym wzorem wzajemnego rozmieszczenia osiedli jest siatka heksagonalna. Oczywiście w praktyce czynniki topograficzne, takie jak zbyt strome zbocza, albo wystąpienie obszaru w inny sposób niezdatnego do zamieszkania, powodują załamanie się tego wzorca. Mimo to wzorce zbliżone do siatki heksagonalnej można zaobserwować w wielu miejscach zarówno współczesnych, jak i dawnych, dotyczy to np. miast rzymskich na terenie Anglii.